# Wanderers Grounds
Wanderers Grounds est un terrain sportif qui fait partie des Commons d'Halifax (en) à Halifax, Nouvelle-Écosse, Canada. Il porte le nom du Wanderers Amateur Athletic Club (en).
Au juillet 2017, le Conseil régional d'Halifax a autorisé la construction d'un nouveau stade temporaire sur le Terrain Wanderers. Depuis 2019, ce stade est le domicile du HFX Wanderers Football Club, évoluant dans la Première ligue canadienne,.